# 叔英宗播
叔英宗播（しゅくえい そうばん）は、室町時代の臨済宗の僧。

## 経歴・人物
太清宗渭の室に入り、その法を嗣ぐ。室町幕府第4代将軍の足利義持の命により、京都相国寺、建仁寺、南禅寺の住持を歴任する。義堂周信や絶海中津に学芸を学び、文筆を能くした。